# Louis Richardet
Louis Marcel Richardet (ur. 17 maja 1864, zm. 14 stycznia 1923 w Genewie) – szwajcarski strzelec, dwukrotny mistrz olimpijski, czterokrotny medalista Olimpiady Letniej 1906. 22-krotny medalista mistrzostw świata.

## Wyniki
Startował tylko na jednych igrzyskach olimpijskich (w Paryżu w 1900 roku). Brał udział w siedmiu konkurencjach, zdobywając dwa złote medale (obydwa w konkurencjach drużynowych). W zmaganiach indywidualnych bliski zdobycia medalu był w pistolecie dowolnym z 50 metrów, w którym to zajął czwarte miejsce. Wystąpił także w ośmiu konkurencjach na Olimpiadzie Letniej 1906, zdobywając trzy złote i jeden srebrny medal (w tym aż trzy w konkurencjach indywidualnych). Tylko w jednej konkurencji plasował się poza pierwszą dziesiątką. Ogółem na tych imprezach Szwajcar zdobył sześć medali (niektóre źródła podają jeszcze większą liczbę medali, co ma związek z Olimpiadą w 1906 roku, w której Richardet zdobył dwa miejsca na podium w nieoficjalnych konkurencjach karabinu dowolnego).
Pierwszy medal mistrzostw świata Richardet zdobył w pierwszym tego typu turnieju w roku 1897. Było to złoto w konkurencji drużynowej. Ostatni medal zdobył w 1909 roku w Hamburgu, gdzie ponownie został mistrzem w tej samej konkurencji. Ogółem zdobył 22 medale mistrzostw świata, w tym 14 w zawodach drużynowych i osiem w indywidualnych; z tego 13 razy był mistrzem, cztery razy wicemistrzem, a pięciokrotnie odbierał brązowe medale. Na mundialach ustanowił też jeden indywidualny rekord świata; miało to miejsce w 1903 roku w Buenos Aires w konkurencji: karabin dowolny leżąc, 300 m (343 punkty).
Brak informacji o jego życiu poza sportem.

### Wyniki olimpijskie (z Olimpiadą Letnią 1906)
| Igrzyska | Konkurencja                                                  | Wynik | Miejsce     | Źródło |
| -------- | ------------------------------------------------------------ | --- | ----------- | ------ |
| IO 1900  | Pistolet dowolny, 50 m                                       | 448 punktów                                                                                                   | 4 (na 20)   | [ 3 ]  |
| IO 1900  | Pistolet dowolny, 50 m, drużynowo                            | 2271 punktów (druż), 448 punktów (ind.)                                                                       | 1 (na 4)    | [ 4 ]  |
| IO 1900  | Karabin dowolny, trzy postawy, 300 m                         | 873 punkty W pozycji leżącej – 307 punktów W pozycji klęczącej – 297 punktów W pozycji stojącej – 269 punktów | 16 (na 30)  | [ 5 ]  |
| IO 1900  | Karabin dowolny, trzy postawy, 300 m, drużynowo              | 4399 punktów (druż), 873 punkty (ind.)                                                                        | 1 (na 6)    | [ 6 ]  |
| IO 1900  | Karabin dowolny leżąc, 300 m                                 | 307 punktów                                                                                                   | 12 (na 30)  | [ 7 ]  |
| IO 1900  | Karabin dowolny klęcząc, 300 m                               | 297 punktów                                                                                                   | 9T (na 30)  | [ 8 ]  |
| IO 1900  | Karabin dowolny stojąc, 300 m                                | 269 punktów                                                                                                   | 17T (na 30) | [ 9 ]  |
| OL 1906  | Pistolet dowolny, 25 m                                       | 241 punktów                                                                                                   | 4 (na 28)   | [ 10 ] |
| OL 1906  | Pistolet dowolny, 50 m                                       | 194 punkty | 13 (na 30)  | [ 11 ] |
| OL 1906  | Rewolwer wojskowy, 20 m (Gras 1873–1874)                     | 199 punktów                                                                                                   | 7 (na 31)   | [ 12 ] |
| OL 1906  | Rewolwer wojskowy, 20 m                                      | 253 punkty | 1 (na 31)   | [ 13 ] |
| OL 1906  | Karabin dowolny, trzy postawy, 300 m, drużynowo              | 4617 punktów (druż.), 935 punktów (ind.)                                                                      | 1 (na 4)    | [ 14 ] |
| OL 1906  | Karabin dowolny, dowolna postaw, 300 m                       | 221 punktów                                                                                                   | 10 (na 35)  | [ 15 ] |
| OL 1906  | Karabin wojskowy, klęcząc lub stojąc, 200 m (Gras 1873–1874) | 187 punktów                                                                                                   | 2 (na 31)   | [ 16 ] |
| OL 1906  | Karabin wojskowy, klęcząc lub stojąc, 300 m                  | 238 punktów                                                                                                   | 1 (na 46)   | [ 17 ] |
| OL 1906  | Karabin dowolny leżąc, 300 m                                 | brak danych                                                                                                   | 2           | [ 18 ] |
| OL 1906  | Karabin dowolny klęcząc, 300 m                               | brak danych                                                                                                   | 2           | [ 18 ] |

### Medale mistrzostw świata
Opracowano na podstawie materiałów źródłowych:
| Mistrzostwa       | Konkurencja                                     | Wynik                                   | Miejsce |
| ----------------- | ----------------------------------------------- | --------------------------------------- | ------- |
| Lyon 1897         | Karabin dowolny, trzy postawy, 300 m, drużynowo | 2310? punktów (drużynowo)               | 1       |
| Turyn 1898        | Karabin dowolny, trzy postawy, 300 m, drużynowo | 4216 punktów (drużynowo)                | 3       |
| Paryż 1900        | Pistolet dowolny, 50 m, drużynowo               | 2271 punktów (druż), 448 punktów (ind.) | 1       |
| Paryż 1900        | Karabin dowolny, trzy postawy, 300 m, drużynowo | 4399 punktów (druż.), 873 punkty (ind.) | 1       |
| Lucerna 1901      | Pistolet dowolny, 50 m                          | 439 punktów                             | 2       |
| Lucerna 1901      | Pistolet dowolny, 50 m, drużynowo               | 2159 punktów (drużynowo)                | 1       |
| Buenos Aires 1903 | Karabin dowolny, trzy postawy, 300 m            | 952 punkty                              | 2       |
| Buenos Aires 1903 | Karabin dowolny, trzy postawy, 300 m, drużynowo | 4598 punktów (drużynowo)                | 1       |
| Buenos Aires 1903 | Karabin dowolny leżąc, 300 m                    | 343 punkty                              | 1       |
| Buenos Aires 1903 | Karabin dowolny klęcząc, 300 m                  | 333 punkty                              | 3       |
| Lyon 1904         | Karabin dowolny, trzy postawy, 300 m, drużynowo | 4542 punkty (drużynowo)                 | 1       |
| Lyon 1904         | Karabin dowolny leżąc, 300 m                    | 330 punktów                             | 3       |
| Lyon 1904         | Karabin dowolny klęcząc, 300 m                  | 326 punktów                             | 3       |
| Lyon 1904         | Pistolet dowolny, 50 m, drużynowo               | 2333 punkty (drużynowo)                 | 1       |
| Bruksela 1905     | Karabin dowolny, trzy postawy, 300 m            | 972 punkty                              | 3       |
| Bruksela 1905     | Karabin dowolny, trzy postawy, 300 m, drużynowo | 4737 punktów (drużynowo)                | 1       |
| Bruksela 1905     | Karabin dowolny klęcząc, 300 m                  | 340 punktów                             | 1       |
| Bruksela 1905     | Pistolet dowolny, 50 m, drużynowo               | 2393 punkty (drużynowo)                 | 2       |
| Mediolan 1906     | Karabin dowolny, trzy postawy, 300 m, drużynowo | 4716 punktów (drużynowo)                | 1       |
| Mediolan 1906     | Pistolet dowolny, 50 m, drużynowo               | 2422 punkty (drużynowo)                 | 2       |
| Wiedeń 1908       | Karabin dowolny, trzy postawy, 300 m, drużynowo | 4616 punktów (drużynowo)                | 1       |
| Hamburg 1909      | Karabin dowolny, trzy postawy, 300 m, drużynowo | 4840 punktów (drużynowo)                | 1       |